# Národní park Badlands
Národní park Badlands (anglicky Badlands National Park) je národní park na jihozápadě Jižní Dakoty, ve Spojených státech amerických. Krajinu Badlands tvoří zerodované skalní věže, stolové hory, rokle a slepá údolí bez vegetace. Místy se vyskytují travnaté prérie. Geologicky je Badlands složeno z vrstev jílů, břidlic a pískovců. Oblast je bohatá na fosilie. Přírodní rezervace zde vznikla v roce 1939, od roku 1978 je Badlands národním parkem. V travnaté prérii žijí američtí bizoni, ovce tlustorohé, kojoti prérijní nebo tchoři.
Badlands dal název krajinám podobného charakteru, tzv. badlandům.

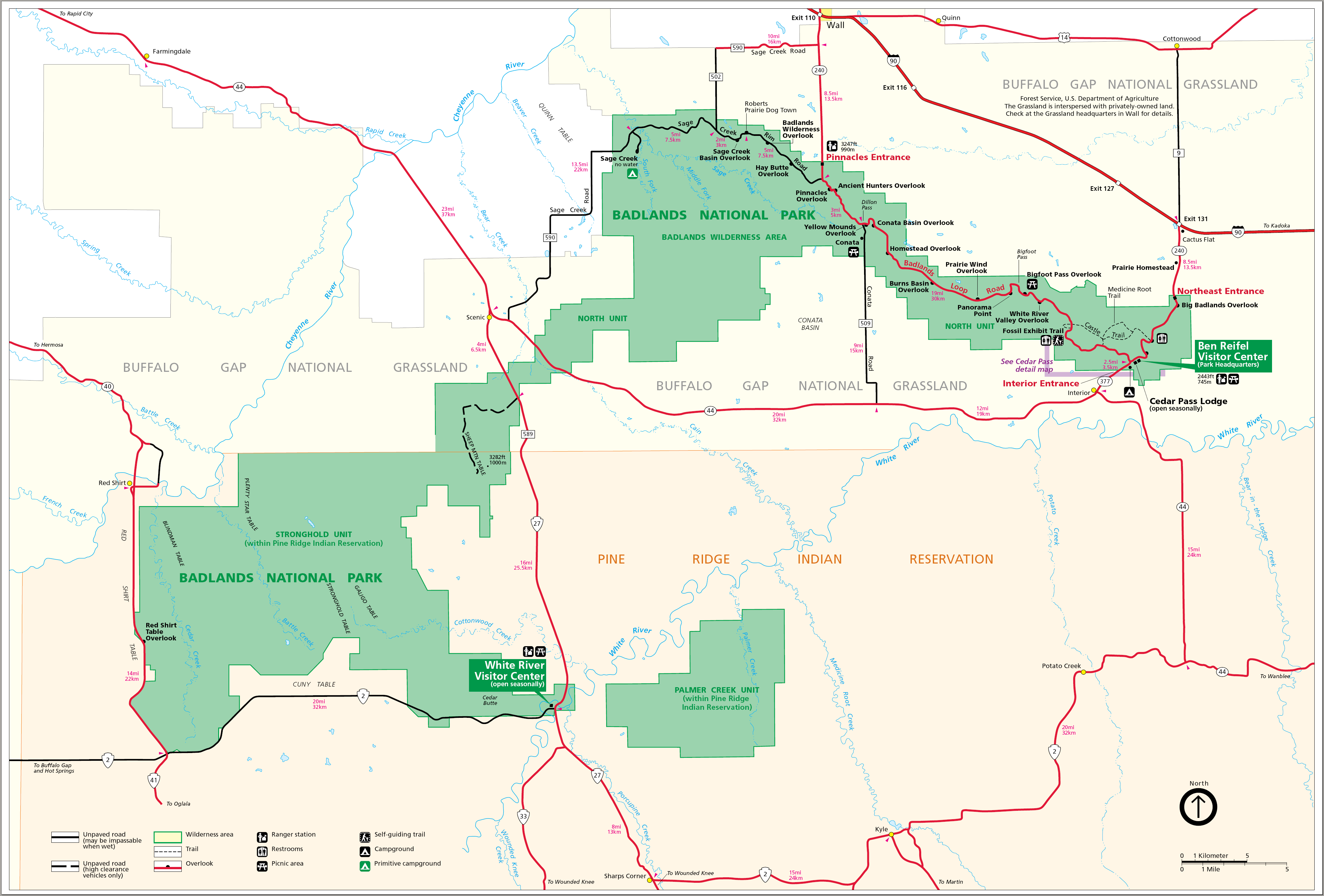
Mapa národního parku